# Pierre Gaudot
Pierre Gaudot, né le 2 avril 1928 à Paris et mort le 29 mai 2023 au Mans, est un coureur cycliste français. Professionnel de 1951 à 1958, il a participé au Tour de France 1952.

## Biographie
Pierre Gaudot s'éteint le 29 mai 2023 au Mans à l'âge de 95 ans.

## Palmarès

### Palmarès amateur
- 1948
  - Paris-Ivry
  - Paris-Pacy
- 1949
  -  Champion de France des sociétés
  - Paris-Alençon-Rennes
- 1950
  - Grand Prix de Boulogne-Billancourt
  - Paris-Briare
  - 3e de Paris-Ézy

### Palmarès professionnel
- 1951
  - 2e étape du Tour de l'Oise
  - 9e étape du Tour d'Algérie
  - 3e de Bordeaux-Saintes
- 1952
  - Bordeaux-Saintes
- 1953
  - 2e étape du Tour de l'Oise
  - 2e du Circuit de la Vienne
- 1954
  - 3e du Tour de l'Oise
- 1955
  - 7e étape du Tour de l'Ouest
  - 2e du Circuit du Finistère

## Résultats sur les grands tours

### Tour de France
1 participation
- 1952 : abandon (4e étape)